# Список мікропроцесорів AMD Sempron
Sempron — це назва, яка використовується для процесорів AMD низького класу, замінюючи процесор Duron. Назва була представлена в 2004 році, і процесори з такою назвою продовжували бути доступними для роз'єма FM2/FM2+ у 2015 році. На даний момент їх вже не виробляють

## Процесори для настільних комп'ютерів

### «Thoroughbred-B» (130нм, Model 8)
- Всі моделі підтримують такі набори інструкцій: MMX, SSE, Розширений 3DNow!

| Номер Моделі  | Частота  | L2 кеш | FSB      | Множник1 | Напруга | TDP   | Сокет    | Дата випуску  | Номер партії |
| ------------- | -------- | ------ | -------- | -------- | ------- | ----- | -------- | ------------- | ------------ |
| Sempron 2200+ | 1500 МГц | 256 Кб | 333 МТ/с | 9x       | 1.60 В  | 62 Вт | Socket A | 28 липня 2004 | SDA2200DUT3D |
| Sempron 2300+ | 1583 МГц | 256 Кб | 333 МТ/с | 9.5x     | 1.60 В  | 62 Вт | Socket A | 28 липня 2004 | SDA2300DUT3D |
| Sempron 2400+ | 1667 МГц | 256 Кб | 333 МТ/с | 10x      | 1.60 В  | 62 Вт | Socket A | 28 липня 2004 | SDA2400DUT3D |
| Sempron 2500+ | 1750 МГц | 256 Кб | 333 МТ/с | 10.5x    | 1.60 В  | 62 Вт | Socket A | 28 липня 2004 | SDA2500DUT3D |
| Sempron 2600+ | 1833 МГц | 256 Кб | 333 МТ/с | 11x      | 1.60 В  | 62 Вт | Socket A | 28 липня 2004 | SDA2600DUT3D |
| Sempron 2800+ | 2000 МГц | 256 Кб | 333 МТ/с | 12x      | 1.60 В  | 62 Вт | Socket A | 28 липня 2004 | SDA2800DUT3D |

### «Thorton» (130нм, Model 10)
- Всі моделі підтримують такі набори інструкцій: MMX, SSE, Розширений 3DNow!

| Номер Моделі  | Частота  | L2 кеш | FSB      | Множник1 | Напруга | TDP   | Сокет    | Дата випуску  | Номер партії |
| ------------- | -------- | ------ | -------- | -------- | ------- | ----- | -------- | ------------- | ------------ |
| Sempron 2200+ | 1500 МГц | 256 Кб | 333 МТ/с | 9x       | 1.60 В  | 62 Вт | Socket A | 1 серпня 2004 | SDC2200DUT3D |
| Sempron 2400+ | 1667 МГц | 256 Кб | 333 МТ/с | 10x      | 1.60 В  | 62 Вт | Socket A | 1 серпня 2004 | SDC2400DUT3D |
| Sempron 2800+ | 2000 МГц | 256 Кб | 333 МТ/с | 12x      | 1.60 В  | 62 Вт | Socket A | 1 серпня 2004 | SDC2800DUT3D |

### «Barton» (130нм, Model 10)
- Всі моделі підтримують такі набори інструкцій: MMX, SSE, Розширений 3DNow!

| Номер Моделі  | Частота  | L2 кеш | FSB      | Множник1 | Напруга | TDP   | Сокет    | Дата випуску    | Номер партії |
| ------------- | -------- | ------ | -------- | -------- | ------- | ----- | -------- | --------------- | ------------ |
| Sempron 3000+ | 2000 МГц | 512 Кб | 333 МТ/с | 12x      | 1.60 В  | 62 Вт | Socket A | 17 вересня 2004 | SDA3000DUT4D |
| Sempron 3300+ | 2200 МГц | 512 Кб | 400 МТ/с | 11x      | 1.65 В  | 64 Вт | Socket A |                 | SDA3300DKV4E |

### «Paris» (Степінг CG, 130нм)
- Всі моделі підтримують такі набори інструкцій: MMX, SSE, SSE2, Розширений 3DNow!, NX bit

| Номер Моделі  | Частота  | L2 кеш | FSB 1   | Множник1 | Напруга | TDP   | Сокет | Дата випуску   | Номер партії  |
| ------------- | -------- | ------ | ------- | -------- | ------- | ----- | ----- | -------------- | ------------- |
| Sempron 3000+ | 1800 МГц | 128 Кб | 800 МГц | 9x       | 1.40 В  | 62 Вт | 754   | 15 лютого 2005 | SDA3000AIP2AX |
| Sempron 3100+ | 1800 МГц | 256 Кб | 800 МГц | 9x       | 1.40 В  | 62 Вт | 754   | 28 липня 2004  | SDA3100AIP3AX |

### «Palermo» (Степінги D0, E3 & E6, 90нм)
- Всі моделі підтримують такі набори інструкцій: MMX, SSE, SSE2, Розширений 3DNow!, NX bit
- SSE3 підтримують: всі моделі у яких OPN закінчується на BX і CV
- AMD64 підтримують: всі моделі у яких OPN закінчується на BX і CV
- Cool'n'Quiet підтримуються починаючи з 3000+ і вище

| Номер Моделі  | Частота  | L2 кеш | HT      | Множник2 | Напруга | TDP   | Сокет | Дата випуску  | Номер партії                                               |
| ------------- | -------- | ------ | ------- | -------- | ------- | ----- | ----- | ------------- | ---------------------------------------------------------- |
| Sempron 2500+ | 1400 МГц | 256 Кб | 800 МГц | 7x       | 1.40 В  | 62 Вт | 754   | 7 липня 2005  | SDA2500AIO3BX                                              |
| Sempron 2600+ | 1600 МГц | 128 Кб | 800 МГц | 8x       | 1.40 В  | 62 Вт | 754   | 1 серпня 2004 | SDA2600AIO2BA, SDA2600AIO2BO, SDA2600AIO2BX, SDA2600AIO2CV |
| Sempron 2800+ | 1600 МГц | 256 Кб | 800 МГц | 8x       | 1.40 В  | 62 Вт | 754   | 1 серпня 2004 | SDA2800AIO3BA, SDA2800AIO3BO, SDA2800AIO3BX, SDA2800AIO3CV |
| Sempron 3000+ | 1800 МГц | 128 Кб | 800 МГц | 9x       | 1.40 В  | 62 Вт | 754   | 1 квітня 2005 | SDA3000AIO2BA, SDA3000AIO2BO, SDA3000AIO2BX, SDA3000AIO2CV |
| Sempron 3100+ | 1800 МГц | 256 Кб | 800 МГц | 9x       | 1.40 В  | 62 Вт | 754   | 1 квітня 2005 | SDA3100AIO3BA, SDA3100AIO3BO, SDA3100AIO3BX, SDA3100AIO3CV |
| Sempron 3300+ | 2000 МГц | 128 Кб | 800 МГц | 10x      | 1.40 В  | 62 Вт | 754   | 1 квітня 2005 | SDA3300AIO2BA, SDA3300AIO2BO, SDA3300AIO2BX, SDA3300AIO2CV |
| Sempron 3400+ | 2000 МГц | 256 Кб | 800 МГц | 10x      | 1.40 В  | 62 Вт | 754   | 1 серпня 2005 | SDA3400AIO3BX                                              |

### «Palermo» (Степінги E3 & E6, 90нм)
- Всі моделі підтримують такі набори інструкцій: MMX, SSE, SSE2, SSE3, Розширений 3DNow!, NX bit
- AMD64 підтримують: всі моделі у яких OPN закінчується на BW

| Номер Моделі  | Частота  | L2 кеш | HT      | Множник2 | Напруга     | TDP   | Сокет | Дата випуску  | Номер партії                |
| ------------- | -------- | ------ | ------- | -------- | ----------- | ----- | ----- | ------------- | --------------------------- |
| Sempron 3000+ | 1800 МГц | 128 Кб | 800 МГц | 9x       | 1.35-1.40 В | 62 Вт | 939   | 1 жовтня 2005 | SDA3000DIO2BP SDA3000DIO2BW |
| Sempron 3200+ | 1800 МГц | 256 Кб | 800 МГц | 9x       | 1.35-1.40 В | 62 Вт | 939   | 1 жовтня 2005 | SDA3200DIO3BP SDA3200DIO3BW |
| Sempron 3400+ | 2000 МГц | 128 Кб | 800 МГц | 10x      | 1.35-1.40 В | 62 Вт | 939   | 1 жовтня 2005 | SDA3400DIO2BW               |
| Sempron 3500+ | 2000 МГц | 256 Кб | 800 МГц | 10x      | 1.35-1.40 В | 62 Вт | 939   | 1 жовтня 2005 | SDA3500DIO3BW               |

### «Manila» (Степінг F2, 90нм)
- Всі моделі підтримують такі набори інструкцій: MMX, SSE, SSE2, SSE3, Розширений 3DNow!, NX bit, AMD64
- Cool'n'Quiet підтримуються починаючи з 3200+ і вище

| Номер Моделі  | Частота  | L2 кеш | HT      | Множник2 | Напруга     | TDP   | Сокет | Дата випуску   | Номер партії                |
| ------------- | -------- | ------ | ------- | -------- | ----------- | ----- | ----- | -------------- | --------------------------- |
| Sempron 2800+ | 1600 МГц | 128 Кб | 800 МГц | 8x       | 1.25-1.40 В | 62 Вт | AM2   | 23 травня 2006 | SDA2800IAA2CN               |
| Sempron 3000+ | 1600 МГц | 256 Кб | 800 МГц | 8x       | 1.25-1.40 В | 62 Вт | AM2   | 23 травня 2006 | SDA3000IAA3CN               |
| Sempron 3200+ | 1800 МГц | 128 Кб | 800 МГц | 9x       | 1.25-1.40 В | 62 Вт | AM2   | 23 травня 2006 | SDA3200IAA2CN SDA3200IAA2CW |
| Sempron 3400+ | 1800 МГц | 256 Кб | 800 МГц | 9x       | 1.25-1.40 В | 62 Вт | AM2   | 23 травня 2006 | SDA3400IAA3CN SDA3400IAA3CW |
| Sempron 3500+ | 2000 МГц | 128 Кб | 800 МГц | 10x      | 1.25-1.40 В | 62 Вт | AM2   | 23 травня 2006 | SDA3500IAA2CN               |
| Sempron 3600+ | 2000 МГц | 256 Кб | 800 МГц | 10x      | 1.25-1.40 В | 62 Вт | AM2   | 23 травня 2006 | SDA3600IAA3CN SDA3600IAA3CW |
| Sempron 3800+ | 2200 МГц | 256 Кб | 800 МГц | 11x      | 1.25-1.40 В | 62 Вт | AM2   | 23 жовтня 2006 | SDA3800IAA3CN               |

### «Manila» (Energy Efficient Small Form Factor, степінг F2, 90нм)
- Всі моделі підтримують такі набори інструкцій: MMX, SSE, SSE2, SSE3, Розширений 3DNow!, NX bit, AMD64
- Cool'n'Quiet підтримуються починаючи з 3200+ і вище

| Номер Моделі  | Частота  | L2 кеш | HT      | Множник2 | Напруга     | TDP   | Сокет | Дата випуску   | Номер партії  |
| ------------- | -------- | ------ | ------- | -------- | ----------- | ----- | ----- | -------------- | ------------- |
| Sempron 3000+ | 1600 МГц | 256 Кб | 800 МГц | 8x       | 1.20/1.25 В | 35 Вт | AM2   | 23 травня 2006 | SDD3000IAA3CN |
| Sempron 3200+ | 1800 МГц | 128 Кб | 800 МГц | 9x       | 1.20/1.25 В | 35 Вт | AM2   | 23 травня 2006 | SDD3200IAA2CN |
| Sempron 3400+ | 1800 МГц | 256 Кб | 800 МГц | 9x       | 1.20/1.25 В | 35 Вт | AM2   | 23 травня 2006 | SDD3400IAA3CN |
| Sempron 3500+ | 2000 МГц | 128 Кб | 800 МГц | 10x      | 1.20/1.25 В | 35 Вт | AM2   | 23 травня 2006 | SDD3500IAA2CN |

### «Sparta» (Energy Efficient, степінги G1 & G2, 65нм)
- Всі моделі підтримують такі набори інструкцій: MMX, SSE, SSE2, SSE3, Розширений 3DNow!, NX bit, AMD64, Cool'n'Quiet

| Номер Моделі    | Степінг | Частота  | L2 кеш | HT      | Множник2 | Напруга     | TDP   | Сокет | Дата випуску    | Номер партії  |
| --------------- | ------- | -------- | ------ | ------- | -------- | ----------- | ----- | ----- | --------------- | ------------- |
| Sempron LE-1100 | G1      | 1900 МГц | 256 Кб | 800 МГц | 9.5x     | 1.20/1.40 В | 45 Вт | AM2   | 8 жовтня 2007   | SDH1100IAA3DE |
| Sempron LE-1150 | G1      | 2000 МГц | 256 Кб | 800 МГц | 10x      | 1.20/1.40 В | 45 Вт | AM2   | 20 серпня, 2007 | SDH1150IAA3DE |
| Sempron LE-1200 | G1      | 2100 МГц | 512 Кб | 800 МГц | 10.5x    | 1.20/1.40 В | 45 Вт | AM2   |                 | SDH1200IAA4DE |
| Sempron LE-1200 | G2      | 2100 МГц | 512 Кб | 800 МГц | 10.5x    | 1.20/1.40 В | 45 Вт | AM2   | 8 жовтня 2007   | SDH1200IAA4DP |
| Sempron LE-1250 | G2      | 2200 МГц | 512 Кб | 800 МГц | 11x      | 1.20/1.40 В | 45 Вт | AM2   | 8 жовтня 2007   | SDH1250IAA4DP |
| Sempron LE-1300 | G2      | 2300 МГц | 512 Кб | 800 МГц | 11.5x    | 1.20/1.40 В | 45 Вт | AM2   | 7 січня 2008    | SDH1300IAA4DP |

### «Brisbane» (Степінги G1 & G2, 65нм, двохядерні)
- Всі моделі підтримують такі набори інструкцій: MMX, SSE, SSE2, SSE3, Розширений 3DNow!, NX bit, AMD64, Cool'n'Quiet

| Номер Моделі    | Степінг | Частота  | L2 кеш     | HT      | Множник2 | TDP   | Сокет | Дата випуску  | Номер партії  |
| --------------- | ------- | -------- | ---------- | ------- | -------- | ----- | ----- | ------------- | ------------- |
| Sempron X2 2100 | G1      | 1800 МГц | 2 x 256 Кб | 800 МГц | 9x       | 65 Вт | AM2   | Березень 2008 | SDO2100IAA4DD |
| Sempron X2 2100 | G2      | 1800 МГц | 2 x 256 Кб | 800 МГц | 9x       | 65 Вт | AM2   | Березень 2008 | SDO2100IAA4DO |
| Sempron X2 2200 | G2      | 2000 МГц | 2 x 256 Кб | 800 МГц | 10x      | 65 Вт | AM2   | Березень 2008 | SDO2200IAA4DO |
| Sempron X2 2300 | G2      | 2200 МГц | 2 x 256 Кб | 800 МГц | 11x      | 65 Вт | AM2   | Квітень 2008  | SDO2300IAA4DO |

### «Sargas» (Степінги C2/C3, 45нм, одноядерні)
- Одноядерні процесори Sargas основані на Regor з відключеним одним ядром[1]
- Всі моделі підтримують такі набори інструкцій: MMX, SSE, SSE2, SSE3, SSE4a, Розширений 3DNow!, NX bit, AMD64, Cool'n'Quiet ,AMD-V
- Підтримка пам'яті: DDR2 SDRAM з частотою до PC2-6400, DDR3 SDRAM з частотою до PC3-8500 (DDR3-1333 MHz)

| Номер Моделі | Степінг | Частота | L2 кеш | HT   | Множник2 | Напруга      | TDP   | Сокет | Дата випуску  | Номер партії  |
| ------------ | ------- | ------- | ------ | ---- | -------- | ------------ | ----- | ----- | ------------- | ------------- |
| Sempron 130  | C2      | 2,6 Гц  | 512 КБ | 2 Гц | 13x      | 0,825 — 1,35 | 45 Вт | AM3   | Q2 2011       | SDX130HBK12GQ |
| Sempron 140  | C2      | 2,7 Гц  | 1 Мб   | 2 Гц | 13,5x    | 0,825 — 1,35 | 45 Вт | AM3   | Липень 2009   | SDX140HBK13GQ |
| Sempron 145  | C3      | 2,8 Гц  | 1 Мб   | 2 Гц | 14x      | 0,825 — 1,35 | 45 Вт | AM3   | Вересень 2010 | SDX145HBK13GM |
| Sempron 150  | C3      | 2,9 Гц  | 1 Мб   | 2 Гц | 14,5x    | 0,825 — 1,35 | 45 Вт | AM3   | 7 грудня 2010 | SDX150HBK13GM |

### «Regor» (Степінг C3, 45нм, двохядерні)
- Всі моделі підтримують такі набори інструкцій: MMX, SSE, SSE2, SSE3, SSE4a, Розширений 3DNow!, NX bit, AMD64, Cool'n'Quiet ,AMD-V

| Номер Моделі | Частота | L2 кеш     | HT   | Множник2 | Напруга      | TDP   | Сокет | Дата випуску | Номер партії  |
| ------------ | ------- | ---------- | ---- | -------- | ------------ | ----- | ----- | ------------ | ------------- |
| Sempron 180  | 2,4 Гц  | 2 x 512 КБ | 2 Гц | 13x      | 0,825 — 1,35 | 45 Вт | AM3   | Q2 2011      | SDX130HBK12GQ |
| Sempron 190  | 2,5 Гц  | 2 x 512 КБ | 2 Гц | 13,5x    | 0,825 — 1,35 | 45 Вт | AM3   | Липень 2009  | SDX140HBK13GQ |

### «Trinity/Richland» (32нм, двохядерні)
- Мікроархітектура Piledriver
- Всі моделі підтримують такі набори інструкцій:MMX, SSE, SSE2, SSE3, SSSE3, SSE4a, SSE4.1, SSE4.2, AMD64, AMD-V, AES, CLMUL, AVX 1.1, XOP, FMA3, FMA4, F16C, ABM, BMI1, TBM

| Номер Моделі | Частота | Turbo  | L2 кеш     | HT       | Множник2 | Напруга  | TDP   | Сокет | Дата випуску | Номер партії  |
| ------------ | ------- | ------ | ---------- | -------- | -------- | -------- | ----- | ----- | ------------ | ------------- |
| Sempron 240  | 2.9 Гц  | 3.3 Гц | 2 x 512 КБ | Невідомо | Невідомо | Невідомо | 65 Вт | FM2   | Невідомо     | SD240XOKA23HJ |
| Sempron 250  | 3.2 Гц  | 3.6 Гц | 2 x 512 КБ | Невідомо | Невідомо | Невідомо | 65 Вт | FM2   | Невідомо     | SD250XOKA23HL |

### «Kabini» (28нм, двох і чотирьохядерні)
- Всі моделі підтримують такі набори інструкцій: MMX, SSE, SSE2, SSE3, SSSE3, SSE4a, SSE4.1, SSE4.2, AMD64, AVX, F16C, CLMUL, AES, MOVBE (Move Big-Endian instruction), ABM, BMI1, AMD-V

| Номер Моделі | Число ядер | Частота | L2 кеш | HT  | Множник2 | Напруга  | TDP   | Сокет | Дата випуску  | Номер партії  |
| ------------ | ---------- | ------- | ------ | --- | -------- | -------- | ----- | ----- | ------------- | ------------- |
| Sempron 2650 | 2          | 1.45 Гц | 1 МБ   | Н/Д | 14.5x    | Невідомо | 25 Вт | AM1   | 9 квітня 2014 | SD2650JAH23HM |
| Sempron 3850 | 4          | 1.30 Гц | 2 МБ   | Н/Д | 13x      | Невідомо | 25 Вт | AM1   | 9 квітня 2014 | SD3850JAH44HM |

## Мобільні процесори

### «Dublin» (Степінг CG, 130нм, «заміна настільного ПК»)
- Всі моделі підтримують такі набори інструкцій: MMX, SSE, SSE2, Розширений 3DNow!, NX bit

| Номер Моделі         | Частота  | L2 кеш | HT      | Множник2 | Напруга    | TDP      | Сокет      | Дата випуску  | Номер партії  |
| -------------------- | -------- | ------ | ------- | -------- | ---------- | -------- | ---------- | ------------- | ------------- |
| Mobile Sempron 2600+ | 1600 МГц | 128 Кб | 800 МГц | 8x       | 0.95-1.4 В | 13-62 Вт | Socket 754 | 28 липня 2004 | SMN2600BIX2AY |
| Mobile Sempron 2800+ | 1600 МГц | 256 Кб | 800 МГц | 8x       | 0.95-1.4 В | 13-62 Вт | Socket 754 | 28 липня 2004 | SMN2800BIX3AY |
| Mobile Sempron 3000+ | 1800 МГц | 128 Кб | 800 МГц | 9x       | 0.95-1.4 В | 13-62 Вт | Socket 754 | 28 липня 2004 | SMN3000BIX2AY |

### «Dublin» (Степінг CG, 130нм, низьке енергоспоживання)
- Всі моделі підтримують такі набори інструкцій: MMX, SSE, SSE2, Розширений 3DNow!, NX bit

| Номер Моделі         | Частота  | L2 кеш | HT      | Множник2 | Напруга      | TDP     | Сокет      | Дата випуску  | Номер партії  |
| -------------------- | -------- | ------ | ------- | -------- | ------------ | ------- | ---------- | ------------- | ------------- |
| Mobile Sempron 2600+ | 1600 МГц | 128 Кб | 800 МГц | 8x       | 0.975-1.25 В | 9-25 Вт | Socket 754 | 28 липня 2004 | SMS2600BOX2LA |
| Mobile Sempron 2800+ | 1600 МГц | 256 Кб | 800 МГц | 8x       | 0.975-1.25 В | 9-25 Вт | Socket 754 | 28 липня 2004 | SMS2800BOX3LA |

### «Georgetown» (Степінг D0, 90нм, «заміна настільного ПК»)
- Всі моделі підтримують такі набори інструкцій: MMX, SSE, SSE2, Розширений 3DNow!, NX bit

| Номер Моделі         | Частота  | L2 кеш | HT      | Множник2 | Напруга    | TDP   | Сокет      | Дата випуску   | Номер партії  |
| -------------------- | -------- | ------ | ------- | -------- | ---------- | ----- | ---------- | -------------- | ------------- |
| Mobile Sempron 2600+ | 1600 МГц | 128 Кб | 800 МГц | 8x       | 0.95-1.4 В | 62 Вт | Socket 754 | 28 липня 2004  | SMN2600BIX2BA |
| Mobile Sempron 2800+ | 1600 МГц | 256 Кб | 800 МГц | 8x       | 0.95-1.4 В | 62 Вт | Socket 754 |                | SMN2800BIX3BA |
| Mobile Sempron 3000+ | 1800 МГц | 128 Кб | 800 МГц | 9x       | 0.95-1.4 В | 62 Вт | Socket 754 | 28 липня 2004  | SMN3000BIX2BA |
| Mobile Sempron 3100+ | 1800 МГц | 256 Кб | 800 МГц | 9x       | 0.95-1.4 В | 62 Вт | Socket 754 | 3 травня 2005  | SMN3100BIX3BA |
| Mobile Sempron 3300+ | 2000 МГц | 128 Кб | 800 МГц | 10x      | 0.95-1.4 В | 62 Вт | Socket 754 | 19 серпня 2005 | SMN3300BIX2BA |

### «Sonora» (Степінг D0, 90нм, низьке енергоспоживання)
- Всі моделі підтримують такі набори інструкцій: MMX, SSE, SSE2, Розширений 3DNow!, NX bit

| Номер Моделі         | Частота  | L2 кеш | HT      | Множник2 | Напруга      | TDP   | Сокет      | Дата випуску      | Номер партії  |
| -------------------- | -------- | ------ | ------- | -------- | ------------ | ----- | ---------- | ----------------- | ------------- |
| Mobile Sempron 2600+ | 1600 МГц | 128 Кб | 800 МГц | 8x       | 0.975-1.25 В | 25 Вт | Socket 754 | 28 липня 2004     | SMS2600BOX2LB |
| Mobile Sempron 2800+ | 1600 МГц | 256 Кб | 800 МГц | 8x       | 0.975-1.25 В | 25 Вт | Socket 754 | 28 липня 2004     | SMS2800BOX3LB |
| Mobile Sempron 3000+ | 1800 МГц | 128 Кб | 800 МГц | 9x       | 0.975-1.25 В | 25 Вт | Socket 754 | 23 листопада 2004 | SMS3000BOX2LB |
| Mobile Sempron 3100+ | 1800 МГц | 256 Кб | 800 МГц | 9x       | 0.975-1.25 В | 25 Вт | Socket 754 | Січень 2005       | SMS3100BOX3LB |

### «Albany» (Степінг E6, 90нм, «заміна настільного ПК»)
- Всі моделі підтримують такі набори інструкцій: MMX, SSE, SSE2, SSE3, Розширений 3DNow!, NX bit

| Номер Моделі         | Частота  | L2 кеш | HT      | Множник2 | Напруга    | TDP   | Сокет      | Дата випуску   | Номер партії  |
| -------------------- | -------- | ------ | ------- | -------- | ---------- | ----- | ---------- | -------------- | ------------- |
| Mobile Sempron 3000+ | 1800 МГц | 128 Кб | 800 МГц | 9x       | 0.95-1.4 В | 62 Вт | Socket 754 | 15 липня 2005  | SMN3000BIX2BX |
| Mobile Sempron 3100+ | 1800 МГц | 256 Кб | 800 МГц | 9x       | 0.95-1.4 В | 62 Вт | Socket 754 | 15 липня 2005  | SMN3100BIX3BX |
| Mobile Sempron 3300+ | 2000 МГц | 128 Кб | 800 МГц | 10x      | 0.95-1.4 В | 62 Вт | Socket 754 | 15 липня 2005  | SMN3300BIX2BX |
| Mobile Sempron 3400+ | 2000 МГц | 256 Кб | 800 МГц | 10x      | 0.95-1.4 В | 62 Вт | Socket 754 | 23 січня 2006  | SMN3400BIX3BX |
| Mobile Sempron 3600+ | 2200 МГц | 128 Кб | 800 МГц | 11x      | 0.95-1.4 В | 62 Вт | Socket 754 | 17 травня 2006 | SMN3600BIX2BX |

### «Roma» (Степінг E6, 90нм, низьке енергоспоживання)
- Всі моделі підтримують такі набори інструкцій: MMX, SSE, SSE2, SSE3, Розширений 3DNow!, NX bit

| Номер Моделі         | Частота  | L2 кеш | HT      | Множник2 | Напруга    | TDP   | Сокет      | Дата випуску   | Номер партії                |
| -------------------- | -------- | ------ | ------- | -------- | ---------- | ----- | ---------- | -------------- | --------------------------- |
| Mobile Sempron 2800+ | 1600 МГц | 256 Кб | 800 МГц | 8x       | 0.95-1.2 В | 25 Вт | Socket 754 | 15 липня 2005  | SMS2800BQX3LF               |
| Mobile Sempron 3000+ | 1800 МГц | 128 Кб | 800 МГц | 9x       | 0.95-1.2 В | 25 Вт | Socket 754 | 15 липня 2005  | SMS3000BQX2LE SMS3000BQX2LF |
| Mobile Sempron 3100+ | 1800 МГц | 256 Кб | 800 МГц | 9x       | 0.95-1.2 В | 25 Вт | Socket 754 | 15 липня 2005  | SMS3100BQX3LE               |
| Mobile Sempron 3300+ | 2000 МГц | 128 Кб | 800 МГц | 10x      | 0.95-1.2 В | 25 Вт | Socket 754 | Липень 2005    | SMS3300BQX2LE               |
| Mobile Sempron 3400+ | 2000 МГц | 256 Кб | 800 МГц | 10x      | 0.95-1.2 В | 25 Вт | Socket 754 | 17 травня 2006 | SMS3400BQX3LE               |

### «Keene» (Степінг F2, 90нм, низьке енергоспоживання)
- Всі моделі підтримують такі набори інструкцій: MMX, SSE, SSE2, SSE3, Розширений 3DNow!, NX bit, AMD64, PowerNow!

| Номер Моделі         | Частота  | L2 кеш | HT      | Множник2 | Напруга       | TDP   | Сокет     | Дата випуску   | Номер партії  |
| -------------------- | -------- | ------ | ------- | -------- | ------------- | ----- | --------- | -------------- | ------------- |
| Mobile Sempron 3200+ | 1600 МГц | 512 Кб | 800 МГц | 8x       | 0.950-1.125 В | 25 Вт | Socket S1 | 17 травня 2006 | SMS3200HAX4CM |
| Mobile Sempron 3400+ | 1800 МГц | 256 Кб | 800 МГц | 9x       | 0.950-1.125 В | 25 Вт | Socket S1 | 17 травня 2006 | SMS3400HAX3CM |
| Mobile Sempron 3500+ | 1800 МГц | 512 Кб | 800 МГц | 9x       | 0.950-1.125 В | 25 Вт | Socket S1 | 17 травня 2006 | SMS3500HAX4CM |
| Mobile Sempron 3600+ | 2000 МГц | 256 Кб | 800 МГц | 10x      | 0.950-1.125 В | 25 Вт | Socket S1 | 23 жовтня 2006 | SMS3600HAX3CM |

### «Sherman» (Степінги G1 & G2, 65нм, низьке енергоспоживання)
- Всі моделі підтримують такі набори інструкцій: MMX, SSE, SSE2, SSE3, Розширений 3DNow!, NX bit, AMD64

| Номер Моделі          | Степінг | Частота  | L2 кеш | HT      | Множник2 | Напруга       | TDP   | Сокет     | Дата випуску   | Номер партії   |
| --------------------- | ------- | -------- | ------ | ------- | -------- | ------------- | ----- | --------- | -------------- | -------------- |
| Sempron 2100+ fanless | G1      | 1000 МГц | 256 Кб | 800 МГц | 5.25x    | 0.950-1.125 В | 9 Вт  | Socket S1 | 30 травня 2007 | SMF2100HAX3DQE |
| Mobile Sempron 3600+  | G2      | 2000 МГц | 256 Кб | 800 МГц | 10x      |               | 25 Вт | Socket S1 |                | SMS3600HAX3DN  |
| Mobile Sempron 3700+  | G1      | 2000 МГц | 512 Кб | 800 МГц | 10x      |               | 25 Вт | Socket S1 |                | SMS3700HAX4DQE |
| Mobile Sempron 3800+  | G2      | 2200 МГц | 256 Кб | 800 МГц | 11x      |               | 31 Вт | Socket S1 |                | SMD3800HAX3DN  |
| Mobile Sempron 4000+  | G2      | 2200 МГц | 512 Кб | 800 МГц | 11x      |               | 31 Вт | Socket S1 |                | SMD4000HAX4DN  |

### «Sable» (65нм)
- Всі моделі підтримують такі набори інструкцій: MMX, SSE, SSE2, SSE3, Розширений 3DNow!, NX bit, AMD64, PowerNow!, AMD-V

| Номер Моделі  | Частота  | L2 кеш | HT       | Множник2 | Напруга       | TDP   | Сокет     | Дата випуску   | Номер партії  |
| ------------- | -------- | ------ | -------- | -------- | ------------- | ----- | --------- | -------------- | ------------- |
| Sempron SI-40 | 2000 МГц | 512 Кб | 1800 МГц | 10x      | 0.950-1.125 В | 25 Вт | Socket S1 | 4 червня, 2008 | SMSI40SAM12GG |
| Sempron SI-42 | 2100 МГц | 512 Кб | 1800 МГц | 10.5x    | 0.950-1.125 В | 25 Вт | Socket S1 | Q3 2008        | SMSI42SAM12GG |

### «Huron» (65нм, низьке енергоспоживання)
- Всі моделі підтримують такі набори інструкцій: MMX, SSE, SSE2, SSE3, Розширений 3DNow!, NX bit, AMD64, PowerNow!, AMD-V

| Номер Моделі | Частота  | L2 кеш | HT       | Множник2 | Напруга | TDP   | Сокет     | Дата випуску  | Номер партії  |
| ------------ | -------- | ------ | -------- | -------- | ------- | ----- | --------- | ------------- | ------------- |
| Sempron 200U | 1000 МГц | 256 Кб | 1600 МГц | 5x       |         | 8 Вт  | ASB1      | 8 січня, 2009 | SMF200UOAX3DV |
| Sempron 210U | 1500 МГц | 256 Кб | 1600 МГц | 7.5x     |         | 15 Вт | Socket S1 | 8 січня 2009  | SMG210UOAX3DX |

### "Caspian" (45нм)
- Всі моделі підтримують такі набори інструкцій: MMX, SSE, SSE2, SSE3, SSE4a, Розширений 3DNow!, NX bit, AMD64, PowerNow!, AMD-V

| Номер Моделі | Частота  | L2 кеш | FPU шина | HT       | Множник2 | TDP   | Сокет       | Дата випуску    | Номер партії  |
| ------------ | -------- | ------ | -------- | -------- | -------- | ----- | ----------- | --------------- | ------------- |
| Sempron M100 | 2000 МГц | 512 Кб | 64-біт   | 1600 МГц | 10x      | 25 Вт | Socket S1g3 | 10 вересня 2009 | SMM100SBO12GQ |
| Sempron M120 | 2100 МГц | 512 Кб | 64-біт   | 1600 МГц | 10.5x    | 25 Вт | Socket S1g3 | 10 вересня 2009 | SMM120SBO12GQ |
| Sempron M140 | 2200 МГц | 512 Кб | 64-біт   | 1600 МГц | 10.5x    | 25 Вт | Socket S1g3 | Квітень 2010    | SMM140SBO12GQ |